# The Dark Pictures Anthology
The Dark Pictures Anthology — серия компьютерных игр в жанре интерактивного кино/драмы с элементами survival horror, разработанная Supermassive Games и изданная Bandai Namco Entertainment.

## Игры
По состоянию на 2019 год планировалось, что серия будет состоять из восьми игр. Четвёртая игра серии, The Devil in Me, стала финалом первого «сезона» антологии.

### 1-й сезон (2019—2022)
| Год  | Название        | Платформа(-ы)                                                                     | Движок          |
| ---- | --------------- | --------------------------------------------------------------------------------- | --------------- |
| 2019 | Man of Medan    | Windows, PlayStation 4, PlayStation 5, Xbox One, Xbox Series X/S, Nintendo Switch | Unreal Engine 4 |
| 2020 | Little Hope     | Windows, PlayStation 4, PlayStation 5, Xbox One, Xbox Series X/S, Nintendo Switch | Unreal Engine 4 |
| 2021 | House of Ashes  | Windows, PlayStation 4, PlayStation 5, Xbox One, Xbox Series X/S                  | Unreal Engine 4 |
| 2022 | The Devil in Me | Windows, PlayStation 4, PlayStation 5, Xbox One, Xbox Series X/S                  | Unreal Engine 4 |

### 2-й сезон (с 2025)
| Год  | Название       | Платформа(-ы)                           | Движок          |
| ---- | -------------- | --------------------------------------- | --------------- |
| 2025 | Directive 8020 | Windows, PlayStation 5, Xbox Series X/S | Unreal Engine 5 |

### Спин-офф
| Год  | Название      | Платформа(-ы)          |
| ---- | ------------- | ---------------------- |
| 2023 | Switchback VR | PlayStation 5 (PS VR2) |

### Продолжения
В феврале 2022 года Supermassive Games подала заявку на регистрацию товарных знаков для шести потенциальных будущих игр. Пять имеют стандартный брендинг The Dark Pictures с подзаголовком The Craven Man, Directive 8020, Intercession, Winterfold и Switchback. Шестое потенциальное название с подзаголовком O Death имеет название серии The Dark Pictures Presents.

## Общие элементы
Игры в серии объединены темой хоррора (с различным поджанром хоррора в каждой игре) и совершения решений персонажами, за последствиями которых игроки наблюдают. Как в Until Dawn, игры сильно опираются на эффект бабочки, и каждое совершенное решение влияет на возможную концовку, которую может получить игрок. Они также имеют поддержку кооперативного мультиплеерного режима, в котором каждый игрок контролируют одного персонажа.
Все игры связаны присутствующим в каждой части Хранителем, персонажем, которого играет Пип Торренс и смоделированном на Тони Панкхерсте. Он представляет каждую индивидуальную историю и время от времени общается с игроком в своем мистическом и странном месте, которое он называет Хранилищем. Хранитель является продолжением традиции Supermassive Games иметь «рассказчиков» в играх, которые появляются на короткое время и дают советы или загадочные подсказки. Эта традиция началась с психиатра доктора Хилла в Until Dawn и также продолжилась гадалкой Элизой в The Quarry.

## Оценки

### Оценки критиков
Согласно агрегатору рецензий Metacritic, Man of Medan получила в основном положительные отзывы для версии игры на Windows, а версии для PlayStation 4 и Xbox One встретили более смешанный приём. Little Hope получила в основном положительные отзывы для версий игры на Windows и PlayStation 4, а также смешанные отзывы для версии на Xbox One. House of Ashes получила средние отзывы для всех версий игры. The Devil in Me получила средние отзывы для версий игры на Windows и PlayStation 5, а версия для Xbox Series X получила положительные отзывы.

| Игра            | Metacritic                                         |
| --------------- | -------------------------------------------------- |
| Man of Medan    | (PC) 75/100 (PS4) 69/100 (XONE) 69/100             |
| Little Hope     | (PC) 73/100 (PS4) 71/100 (XONE) 65/100             |
| House of Ashes  | (PC) 73/100 (PS4) 74/100 (PS5) 72/100 (XSX) 74/100 |
| The Devil in Me | (PC) 70/100 (PS5) 71/100 (XSX) 77/100              |

### Продажи
В течение своей дебютной недели Man of Medan стала третьей самой продаваемой игрой в Великобритании и самой продаваемой на территориях EMEAA и достигла миллиона проданных копий по всему миру после года продажи. Физические продажи Little Hope за первую неделю в Великобритании были на 47 % ниже, чем у Man of Medan. GamesIndustry.biz отметил, что это может быть отчасти связано с пандемией COVID-19, которая привела к тому, что игроки стали больше покупать цифровые версии видеоигр, чем раньше.

### Комментарии
1. ↑  Спин-офф Switchback VR